# ریچی پورت
ریچی پورت (انگلیسی: Richie Porte؛ زادهٔ ۳۰ ژانویهٔ ۱۹۸۵) دوچرخه‌سوار اهل استرالیا است.
از باشگاه‌هایی که در آن بازی کرده‌است می‌توان به تیم بی‌ام‌سی، تیم تینکوف، و تیم اسکای اشاره کرد.
وی در مسابقات کشوری و بین‌المللی در مجموع برندهٔ ۱ مدال برنز شده‌است.